# Monastère de Mar Elian
Le Deir Mar Elian el-Cheikh ou monastère de Mar Elian (en français « monastère de Saint Julien l’Ancien ») était un monastère chrétien de rite catholique syriaque fondé au Ve siècle et situé à Al-Qaryatayn, dans le gouvernorat de Homs, en Syrie. Il fut détruit le 21 août 2015 par l'État islamique dans le cadre de la guerre civile syrienne.

## Histoire
Le monastère est érigé au Ve siècle dans une oasis d'Al-Qaryatayn, en Syrie. Il est dédié à saint Julien d'Émèse (mar Elian). Abandonné au XVIIIe siècle, le monastère reste cependant un lieu de prières et de dévotions pour les chrétiens mais également pour les musulmans qui viennent y chercher l’intercession du saint. En 2000, le monastère est confié à la communauté de Deir Mar Moussa al-Habachi, refondée à la fin du XXe siècle par le jésuite italien Paolo Dall'Oglio, enlevé par l'État islamique le 29 juillet 2013. En mai 2015, le père Jacques Mourad, supérieur de Mar Elian et un diacre du nom de Boutros Hanna sont eux aussi pris en otage. Le supérieur réussi à s'échapper le 10 octobre 2015.
Le monastère accueille et protège des milliers de réfugiés syriens de mars 2011 à août 2015, date à laquelle les islamistes remportent la bataille d'Al-Qaryatayn et enlèvent plusieurs dizaines de civils réfugiés au sein de l'église. Le 21 août, le monastère est finalement rasé à coup de bulldozer lors d'une mise en scène filmée et publiée sur internet par l'organisation terroriste. Le cimetière jouxtant celui-ci est également détruit.
Le patriarche Younan interpelle alors l'Occident face à ces « aberrations commises par des barbares qui se réclament d’Allah et de la religion de la miséricorde ». 
Depuis décembre 2013, le monastère était jumelé avec la cathédrale Saint-Julien du Mans et l'église Notre-Dame de la Couture.
Il n'y a plus de chrétiens à Qaryatayn, le village jouxtant le couvent.